# NGC 5080
NGC 5080 ist eine 13,6 mag helle, kompakte Galaxie vom Hubble-Typ E? im Sternbild Jungfrau auf der Ekliptik. Sie ist schätzungsweise 290 Millionen Lichtjahre von der Milchstraße entfernt und hat einen Durchmesser von etwa 100.000 Lichtjahren.
Im selben Himmelsareal befinden sich u. a. die Galaxien NGC 5071, NGC 5075, NGC 5100, IC 4223.
Das Objekt wurde am 27. April 1881 vom US-amerikanischen Astronomen Edward Singleton Holden entdeckt.